# Bridwell Peak
Der Bridwell Peak ist ein 2220 m hoher Berg im ostantarktischen Viktorialand. In den Victory Mountains ragt er 10 km südöstlich des Boss Peak auf.
Der United States Geological Survey kartierte ihn anhand eigener Vermessungen und Luftaufnahmen der United States Navy aus den Jahren von 1960 bis 1963. Das Advisory Committee on Antarctic Names benannte ihn 1970 nach dem US-amerikanischen Meteorologen Ray E. Bridwell, der für das United States Antarctic Research Program von 1964 bis 1965 auf der Hallett-Station tätig war.